# Принцеса Бунсацу
Принцеса Бунса́цу (яп. 文察女王, ぶんさつにょおう; 3 вересня 1654 — 24 липня 1683) — шістнадцята донька Імператора Ґо-Мідзуноо. Перша донька і третя дитина його дружини Йоцуцудзі Цуґуко. Настоятельниця монастиря Косьоїн в Кіото та Енсьодзі в Нарі.

## Біографія
Народилася 3 вересня 1654 року. Отримала ім'я Муцу.
15 січня 1663 року віддана до жіночого монастиря Косьоїн в Кіото. Прийняла постриг під іменем Суйкей Сонґа.
Згодом перейшла до монастиря своєї старшої сестри Енсьодзі в Нарі, де змінила ім'я на Дайкан Бунсацу.
Померла 24 липня 1683 року. Похована 26 липня того ж року на цвинтарі монастиря Енсьодзі в Нарі.
На згадку про покійну встановлено пагоду в монастирі Косьоїн в Кіото.

## Родина
| Батько: | Імператор Ґо-Мідзуноо | (1559—1680) |  | 108-й Імператор Японії.                                          |
| Мати:   | Йоцуцудзі Цуґуко      | (?—?)       |  | Фрейліна. Донька тимчасового старшого радника Йоцуцудзі Суецуґу. |